# Darmstadtska Gospa
Darmstadtska Gospa, poznata i kao Gospa Jakoba Meyera zum Hasena, je ulje na drvetu koje je naslikao Hans Holbein mlađi, njemački renesansni slikar, oko 1526. godine u Baselu. Slika prikazuje baselskoga gradonačelnika, Jakoba Meyera zum Hasena, njegovu prvu ženu (koja je preminula prije), njegovu drugu ženu i kćerku okupljene oko Gospe s Djetetom. Značenje druge dvije muške figure na lijevoj strani, kao i cjelokupne ikonografije djela, nije jasno. Slika je trebala posvjedočiti gradonaćelnikovo pristupanje katoličanstvu i njegov otpor protestantskoj reformaciji.
Na sliku je utjecalo talijansko renesansno vjersko slikarstvo s elementima flandrijskog portretnog slikarstva. Slika je bila u posjedu grofova Hessena i izložena u Darmstadtu, po čemu je i dobila svoje ime. No, od 2004. do 2011. slika je bila izložena u Städelu u Frankfurtu. Sliku je Donatus, grof Hessena, privatno prodano kolekcionaru Reinholdu Würthu preko posrednika Christopha Grafa Douglasa za više od 70 milijuna dolara, dospjevši tako na popis najskupljih slika.
Od 2012. godine slika je izložena u crkvi Johanniterkirche u mjestu Schwäbisch Hall.